# 킴 마툴라
킴 마툴라(Kim Matula, 1988년 8월 23일 ~ )는 미국의 배우이다.